# Citation à l'ordre de l'armée
Ne doit pas être confondu avec Citation à l'ordre.
Cet article liste quelques noms de bâtiments (construction), bâtiments de la Marine, communes, établissements d'enseignement, militaires et d'unités militaires français parmi les dizaines de milliers cités à l'ordre de l'armée et notoires dans l'encyclopédie.

## Description
Une citation à l'ordre de l'armée est une sanction positive se matérialisant sous la forme de textes décrivant les comportements récompensés. Ces textes sont insérés dans des diplômes que reçoivent soit le soldat honoré, soit les familles dans le cas de citations posthumes.
Tous les militaires peuvent être cités, du soldat du rang au général.
L'Association nationale des croix de guerre et de la valeur militaire, créée en 1919 par l'amiral Émile Guépratte, rassemble autour de la « marque du Courage », les combattants anciens et actuels, les unités militaires des trois armées et de la gendarmerie, les villes et les institutions civiles, dont les actes de bravoure ont été récompensés par une citation.

## Liste de cités à l'ordre de l'Armée
Les références des sources sont à consulter dans les articles détaillés.

### Bâtiments (construction)
- Hôpital américain de Paris
- Camp Bernard Rollot (Barèges, 65[3])

### Bâtiments de la Marine
- Chevalier Paul (contre-torpilleur)
- Félix Roussel (paquebot)
- Gallia (paquebot 1913)
- La Grandière (aviso)
- La Melpomène (torpilleur)
- Le Malin (contre-torpilleur)
- Minerve (S647)
- Sibylle (sous-marin)
- Brazza (paquebot)[4]

### Communes
De nombreuses communes ont été citées à l'ordre de l'Armée, à la suite des deux guerres mondiales. Par exemple :
- Abbeville
- Albert (Somme)
- Alençon
- Ban-de-Sapt
- Bar-le-Duc
- Beaucourt-en-Santerre
- Belleau (Aisne)
- Berlancourt (Aisne) en janvier 1924.
- Berthenicourt
- Bray-sur-Somme
- Chaulnes
- Combles
- Corbie
- Dunkerque
- Eppeville
- Erbéviller-sur-Amezule
- Erching
- Féchain
- Fouilloy (Somme)
- Halloville
- Ham (Somme)
- Hottot-les-Bagues
- Houdain
- Le Petit-Bornand-les-Glières
- Longueau
- Montdidier (Somme)
- Moreuil
- Morlancourt
- Nesle
- Péronne (Somme)
- Roisel
- Rosières-en-Santerre
- Roye (Somme)
- Sarrebourg
- Seranville
- Tergnier
- Thélus
- Villers-Bretonneux
- Vis-en-Artois

### Établissements d'enseignement
De nombreux établissements d'enseignement ont été cités à l'ordre de l'Armée. Par exemple :
- École d'administration militaire
- École de cavalerie de Saumur
- École des arts industriels et des mines
- École des officiers de la Gendarmerie nationale
- École du Pharo
- École du service de santé des armées de Bordeaux
- École militaire de Cherchell
- École militaire préparatoire d'Autun
- École nationale des eaux et forêts
- École nationale supérieure d'arts et métiers
- École polytechnique (France)
- Écoles des mécaniciens de la Marine Nationale
- Institut industriel du Nord
- Lycée militaire d'Autun
- Prytanée national militaire

### Militaires
Tous les militaires peuvent être cités, du soldat du rang au général.
| Nombre et année                      | Nom                               | Grade              |
| ------------------------------------ | --------------------------------- | ------------------ |
| 3 citations                          | Charles Platon                    | amiral             |
| 1 citation                           | Octave Benjamin Herr              | vice-amiral        |
| 4 citations (1916, 1925, 1940, 1947) | Pierre-Étienne de Perier          | général            |
| 1 citation (1995)                    | Denis Favier                      | général            |
| 1 citation (1918)                    | André Sevin                       | Lieutenant         |
| 2 citations (1917, 1919)             | Léon Grégoire                     | général            |
|                                      | Lucien Le Boudec                  | général            |
|                                      | Jean-Bernard Pinatel              | général            |
|                                      | Zénon Eugène Lamy                 | général            |
|                                      | Amédée Jean Mollard               | général            |
| 5 citations                          | André Lalande                     | général            |
| 1 citation (1840)                    | Eugène Dubern                     | général            |
|                                      | Jean Romatet                      | général            |
| 1 citation (1915)                    | Gédéon Geismar                    | général            |
| 16 citations                         | Christian de La Croix de Castries | général            |
|                                      | Roger Gardet                      | général            |
|                                      | Georges Barré                     | général            |
| 10 citations                         | Frédéric Donet                    | général            |
| Plus de cinq                         | Robert Touchon                    | général            |
|                                      | Charles de Gaulle                 | général            |
| 9 citations                          | Jean-Louis Nicot                  | général            |
| 5 citations                          | Mariano Goybet                    | général            |
| 2 citations (1915, 1940)             | Olivier Marc                      | colonel            |
|                                      | Bertrand Pujo                     | lieutenant-colonel |
| 1 citation (1940)                    | Mohamed Agha-mir                  | chef d'escadrons   |
| 1 citation                           | André-Louis Cholesky              | chef d'escadron    |
|                                      | Roger Faulques                    | commandant         |
|                                      | Antoine de Saint-Exupéry          | commandant         |
| 2 citations (1915, 1916)             | Joseph Ferdinand Belmont          | capitaine          |
|                                      | Gabriel Ducuing                   | capitaine          |
|                                      | Antoine Biancamaria               | capitaine          |
|                                      | Albert Mézergues                  | capitaine          |
|                                      | Victor Réveille                   | capitaine          |
|                                      | Gaston Gradis                     | capitaine          |
|                                      | Pierre Segretain                  | capitaine          |
|                                      | Marcel Bourgine                   | capitaine          |
|                                      | Jean Casimir-Perier               | capitaine          |
| 3 citations                          | François d'Astier de La Vigerie   | capitaine          |
|                                      | Augustin Hubert                   | lieutenant         |
|                                      | Paul Guiraud                      | lieutenant         |
|                                      | Hervé-Marcel Mouneyrès            | lieutenant         |
|                                      | Louis Napoléon                    | lieutenant         |
|                                      | François Beaudoin                 | lieutenant         |
| 5 citations (1914-1918 et 1940)      | Joseph Darnand                    | lieutenant         |
|                                      | Cédric de Pierrepont              | second maître      |

### Unités militaires
De très nombreuses unités militaires ont été citées à l'ordre de l'Armée. Par exemple :
- 1er bataillon de chasseurs à pied
- 1er bataillon de tirailleurs somalis
- 1er bataillon parachutiste de choc
- 1er régiment d'artillerie (France)
- 1er régiment de chasseurs d'Afrique
- 1er régiment de chasseurs parachutistes
- 1er régiment de cuirassiers (France)
- 1er régiment de fusiliers marins
- 1er régiment de hussards parachutistes
- 1er régiment de spahis marocains
- 1er régiment de spahis
- 1er régiment de tirailleurs marocains
- 1er régiment de tirailleurs
- 1er régiment de zouaves
- 1er régiment d'hélicoptères de combat
- 1er régiment d'infanterie (France)
- 1er régiment d'infanterie de marine
- 1er régiment du génie
- 1er régiment étranger de cavalerie
- 1er régiment étranger
- 1er régiment mixte de zouaves et tirailleurs
- 1re division blindée (France)
- 1re division française libre
- 1re division marocaine (1940)
- 2e bataillon de chasseurs à pied
- 2e division blindée (France)
- 2e division d'infanterie (États-Unis)
- 2e division d'infanterie marocaine
- 2e régiment d'artillerie coloniale
- 2e régiment de chasseurs parachutistes
- 2e régiment de cuirassiers
- 2e régiment de hussards
- 2e régiment de parachutistes d'infanterie de marine
- 2e régiment de spahis algériens[8]
- 2e régiment de spahis marocains[8]
- 2e régiment de tirailleurs algériens
- 2e régiment de tirailleurs marocains
- 2e régiment de zouaves
- 2e régiment d'infanterie de marine
- 2e régiment d'infanterie (France)
- 2e régiment étranger d'infanterie
- 2e régiment étranger de parachutistes
- 3e division d'infanterie algérienne
- 3e division légère de cavalerie
- 3e groupe de reconnaissance de division d'infanterie
- 3e régiment d'artillerie (France)
- 3e régiment d'artillerie de marine
- 3e régiment d'automitrailleuses
- 3e régiment de chasseurs parachutistes
- 3e régiment de dragons
- 3e régiment de hussards
- 3e régiment de parachutistes d'infanterie de marine
- 3e régiment de spahis algériens de reconnaissance
- 3e régiment de spahis algériens
- 3e régiment de spahis marocains
- 3e régiment de tirailleurs algériens
- 3e régiment de tirailleurs marocains
- 3e régiment d'infanterie (France)
- 3e régiment d'infanterie de marine
- 3e régiment étranger d'infanterie
- 4e bataillon de chars de combat
- 4e division marocaine de montagne
- 4e régiment de chasseurs d'Afrique
- 4e régiment de cuirassiers (France)
- 4e régiment de dragons
- 4e régiment de hussards
- 4e régiment de tirailleurs marocains
- 4e régiment de tirailleurs tunisiens
- 4e régiment de zouaves
- 4e régiment d'infanterie (France)
- 4e régiment du génie
- 4e régiment mixte de zouaves et tirailleurs
- 5e régiment d'automitrailleuses
- 5e régiment de hussards
- 5e régiment de tirailleurs algériens
- 5e régiment de tirailleurs marocains
- 5e régiment d'infanterie (France)
- 5e régiment étranger d'infanterie
- 5e régiment interarmes d'outre-mer
- 6e bataillon de chasseurs alpins
- 6e régiment de chasseurs d'Afrique
- 6e régiment de dragons (France)
- 6e régiment de parachutistes d'infanterie de marine
- 6e régiment de tirailleurs marocains
- 6e régiment de tirailleurs sénégalais
- 6e régiment d'infanterie (France)
- 6e régiment du génie
- 6e régiment étranger de génie
- 7e bataillon colonial de commandos parachutistes
- 7e bataillon de chasseurs alpins
- 7e régiment d'artillerie (France)
- 7e régiment de chasseurs d'Afrique
- 7e régiment de tirailleurs algériens
- 7e régiment de tirailleurs marocains
- 7e régiment d'infanterie coloniale
- 7e régiment d'infanterie (France)
- 7e régiment du génie
- 8e bataillon de chasseurs à pied
- 8e régiment d'artillerie
- 8e régiment de parachutistes d'infanterie de marine
- 8e régiment de tirailleurs marocains
- 8e régiment de tirailleurs tunisiens
- 8e régiment d'infanterie coloniale
- 9e division d'infanterie coloniale
- 9e régiment de chasseurs parachutistes
- 9e régiment de hussards
- 9e régiment de tirailleurs algériens
- 9e régiment de zouaves
- 9e régiment d'infanterie coloniale
- 9e régiment d'infanterie de marine
- 9e régiment du génie
- 10e bataillon parachutiste de chasseurs à pied
- 10e régiment de tirailleurs algériens
- 10e régiment d'infanterie (France)
- 11e bataillon de chasseurs alpins
- 11e groupe de reconnaissance de division d'infanterie
- 11e régiment d'artillerie de marine
- 11e régiment de chasseurs à cheval
- 11e régiment d'infanterie (France)
- 12e bataillon de tirailleurs malgaches
- 12e régiment d'artillerie
- 12e régiment de cuirassiers
- 12e régiment du génie
- 13e bataillon de chasseurs alpins
- 13e demi-brigade de Légion étrangère
- 13e régiment de tirailleurs algériens
- 13e régiment d'infanterie (France)
- 13e régiment du génie
- 14e régiment de tirailleurs algériens
- 14e régiment d'infanterie et de soutien logistique parachutiste
- 15e régiment d'artillerie (France)
- 15e régiment de chasseurs à cheval
- 15e régiment de tirailleurs algériens
- 15e régiment d'infanterie (France)
- 16e régiment d'artillerie
- 16e bataillon de chasseurs à pied
- 16e régiment de tirailleurs tunisiens
- 16e régiment d'infanterie (France)
- 17e groupe d'artillerie
- 17e régiment d'artillerie
- 18e bataillon de chasseurs à pied
- 18e régiment de chasseurs à cheval
- 18e régiment de tirailleurs algériens
- 18e régiment de transmissions
- 18e régiment d'infanterie (France)
- 19e bataillon de chars de combat
- 19e bataillon de chasseurs à pied
- 19e groupe de reconnaissance de division d'infanterie
- 19e régiment de tirailleurs algériens
- 19e régiment d'infanterie (France)
- 20e bataillon de chasseurs à pied
- 20e régiment d'infanterie (France)
- 21e régiment d'infanterie de marine
- 21e régiment du génie
- 22e bataillon de marche nord-africain
- 22e régiment d'infanterie (France)
- 22e régiment d'infanterie coloniale
- 23e bataillon d'infanterie de marine
- 23e groupe de reconnaissance de division d'infanterie
- 23e régiment d'artillerie
- 23e régiment de tirailleurs algériens
- 24e bataillon de chasseurs alpins
- 24e régiment de tirailleurs sénégalais
- 24e régiment d'infanterie (France)
- 24e régiment d'infanterie coloniale
- 26e régiment d'infanterie (France)
- 27e bataillon de chasseurs alpins
- 27e groupe de reconnaissance de division d'infanterie
- 27e régiment de dragons
- 27e régiment d'infanterie (France)
- 28e bataillon de chasseurs alpins
- 28e bataillon du génie
- 28e régiment de tirailleurs tunisiens
- 28e régiment de transmissions
- 28e régiment d'infanterie (France)
- 29e bataillon de chasseurs à pied
- 29e régiment de tirailleurs algériens
- 29e régiment d'infanterie (France)
- 30e bataillon de chasseurs à pied
- 30e régiment d'infanterie (France)
- 31e régiment d'infanterie (France)
- 31e régiment du génie
- 32e régiment d'artillerie
- 32e régiment d'infanterie (France)
- 33e régiment de tirailleurs algériens
- 33e régiment d'infanterie coloniale
- 33e régiment d'infanterie de marine
- 33e régiment d'infanterie (France)
- 34e régiment d'infanterie (France)
- 35e régiment d'artillerie parachutiste
- 35e régiment d'infanterie (France)
- 36e régiment d'infanterie (France)
- 38e bataillon de chars de combat
- 38e régiment d'infanterie (France)
- 39e régiment d'infanterie (France)
- 40e régiment d'infanterie (France)
- 41e bataillon d'infanterie de marine
- 41e régiment d'artillerie de marine
- 41e régiment d'infanterie (France)
- 42e bataillon de chars de combat
- 42e régiment d'infanterie (France)
- 43e bataillon d'infanterie de marine
- 43e régiment d'infanterie territoriale
- 44e régiment d'infanterie (France)
- 45e bataillon de chars de combat de la gendarmerie
- 45e régiment d'infanterie (France)
- 48e bataillon de chasseurs à pied
- 48e régiment d'infanterie (France)
- 49e régiment d'infanterie (France)
- 52e régiment d'infanterie (France)
- 53e régiment d'artillerie
- 53e régiment d'infanterie coloniale
- 53e régiment d'infanterie (France)
- 54e régiment d'artillerie
- 54e régiment d'infanterie (France)
- 55e régiment d'infanterie (France)
- 57e régiment d'artillerie
- 57e régiment d'infanterie (France)
- 59e groupe de reconnaissance de division d'infanterie
- 59e régiment d'infanterie (France)
- 60e bataillon de chasseurs à pied
- 61e bataillon de chasseurs à pied
- 61e régiment d'artillerie
- 62e groupe de reconnaissance de division d'infanterie
- 62e régiment d'artillerie (France)
- 62e régiment d'infanterie (France)
- 63e régiment d'infanterie (France)
- 64e régiment d'infanterie (France)
- 65e bataillon de chasseurs à pied
- 65e régiment d'infanterie (France)
- 66e régiment de tirailleurs marocains
- 66e régiment d'infanterie (France)
- 67e régiment d'infanterie (France)
- 68e régiment d'artillerie d'Afrique
- 68e régiment d'infanterie (France)
- 69e bataillon de chasseurs à pied
- 70e régiment d'infanterie (France)
- 71e régiment d'infanterie (France)
- 72e régiment d'infanterie (France)
- 73e régiment d'infanterie (France)
- 75e régiment d'infanterie (France)
- 77e bataillon de tirailleurs sénégalais
- 78e régiment d'infanterie (France)
- 79e régiment d'infanterie (France)
- 80e régiment d'infanterie (France)
- 81e régiment d'infanterie (France)
- 82e régiment d'infanterie (France)
- 83e régiment d'infanterie (France)
- 84e régiment d'infanterie (France)
- 85e régiment d'infanterie (France)
- 86e régiment d'infanterie (France)
- 87e division d'infanterie d'Afrique
- 87e régiment d'infanterie (France)
- 88e régiment d'infanterie (France)
- 89e régiment d'infanterie (France)
- 90e régiment d'infanterie (France)
- 91e régiment d'infanterie (France)
- 92e groupe de reconnaissance de division d'infanterie
- 92e régiment d'infanterie (France)
- 94e régiment d'infanterie (France)
- 95e régiment d'infanterie (France)
- 96e régiment d'infanterie (France)
- 97e groupe de reconnaissance de division d'infanterie
- 97e régiment d'infanterie (France)
- 98e régiment d'infanterie (France)
- 99e régiment d'infanterie (France)
- 100e régiment d'infanterie (France)
- 102e régiment d'infanterie (France)
- 103e régiment d'infanterie (France)
- 104e régiment d'infanterie (France)
- 105e régiment d'infanterie (France)
- 106e régiment d'infanterie (France)
- 108e régiment d'infanterie (France)
- 112e régiment d'infanterie (France)
- 113e régiment d'infanterie (France)
- 114e bataillon de chasseurs alpins
- 114e régiment d'infanterie (France)
- 115e bataillon de chasseurs alpins
- 115e régiment d'infanterie (France)
- 116e régiment d'infanterie (France)
- 117e régiment d'infanterie (France)
- 119e régiment d'infanterie (France)
- 120e régiment d'infanterie (France)
- 121e régiment d'infanterie (France)
- 122e régiment d'infanterie (France)
- 123e régiment d'infanterie (France)
- 124e régiment d'infanterie (France)
- 125e régiment d'infanterie (France)
- 126e régiment d'infanterie (France)
- 127e régiment d'infanterie (France)
- 128e régiment d'infanterie (France)
- 130e régiment d'infanterie (France)
- 131e régiment d'infanterie (France)
- 133e régiment d'infanterie (France)
- 135e régiment d'infanterie (France)
- 136e régiment d'infanterie (France)
- 138e régiment d'infanterie (France)
- 139e régiment d'infanterie (France)
- 141e régiment d'infanterie (France)
- 142e régiment d'infanterie (France)
- 143e régiment d'infanterie (France)
- 146e régiment d'infanterie (France)
- 150e régiment d'infanterie (France)
- 152e régiment d'infanterie (France)
- 153e division d'infanterie (France)
- 153e régiment d'infanterie (France)
- 154e régiment d'infanterie (France)
- 156e régiment d'infanterie (France)
- 157e régiment d'infanterie (France)
- 158e régiment d'infanterie (France)
- 159e régiment d'infanterie (France)
- 160e régiment d'infanterie (France)
- 161e régiment d'infanterie (France)
- 163e régiment d'infanterie (France)
- 164e régiment d'infanterie (France)
- 165e régiment d'infanterie (France)
- 166e régiment d'infanterie (France)
- 167e régiment d'infanterie (France)
- 168e régiment d'infanterie (France)
- 170e régiment d'infanterie (France)
- 171e régiment d'infanterie (France)
- 172e régiment d'infanterie (France)
- 174e régiment d'infanterie (France)
- 175e régiment d'infanterie (France)
- 176e régiment d'infanterie (France)
- 201e régiment d'infanterie (France)
- 202e régiment d'infanterie (France)
- 208e régiment d'infanterie (France)
- 210e régiment d'infanterie (France)
- 217e régiment d'infanterie (France)
- 219e régiment d'infanterie (France)
- 224e régiment d'infanterie (France)
- 225e régiment d'infanterie (France)
- 226e régiment d'infanterie (France)
- 227e régiment d'infanterie (France)
- 228e régiment d'infanterie (France)
- 230e régiment d'infanterie (France)
- 232e régiment d'infanterie (France)
- 233e régiment d'infanterie (France)
- 234e régiment d'artillerie
- 234e régiment d'infanterie (France)
- 243e régiment d'infanterie (France)
- 247e régiment d'infanterie (France)
- 248e régiment d'infanterie (France)
- 251e régiment d'infanterie (France)
- 258e régiment d'infanterie (France)
- 275e régiment d'infanterie (France)
- 299e régiment d'infanterie (France)
- 303e régiment d'infanterie (France)
- 306e régiment d'infanterie (France)
- 317e régiment d'infanterie (France)
- 320e régiment d'infanterie (France)
- 321e régiment d'infanterie (France)
- 329e régiment d'infanterie (France)
- 332e régiment d'infanterie (France)
- 334e régiment d'infanterie (France)
- 346e régiment d'infanterie (France)
- 348e régiment d'infanterie (France)
- 359e régiment d'infanterie (France)
- 403e régiment d'infanterie (France)
- 409e régiment d'infanterie (France)
- 410e régiment d'infanterie (France)
- 411e régiment d'infanterie (France)
- 418e régiment d'infanterie (France)
- 501e régiment de chars de combat
- 504e régiment de chars de combat
- 511e régiment du train
- 515e régiment du train
- Brigade de sapeurs-pompiers de Paris